# Клятва на Рютлі

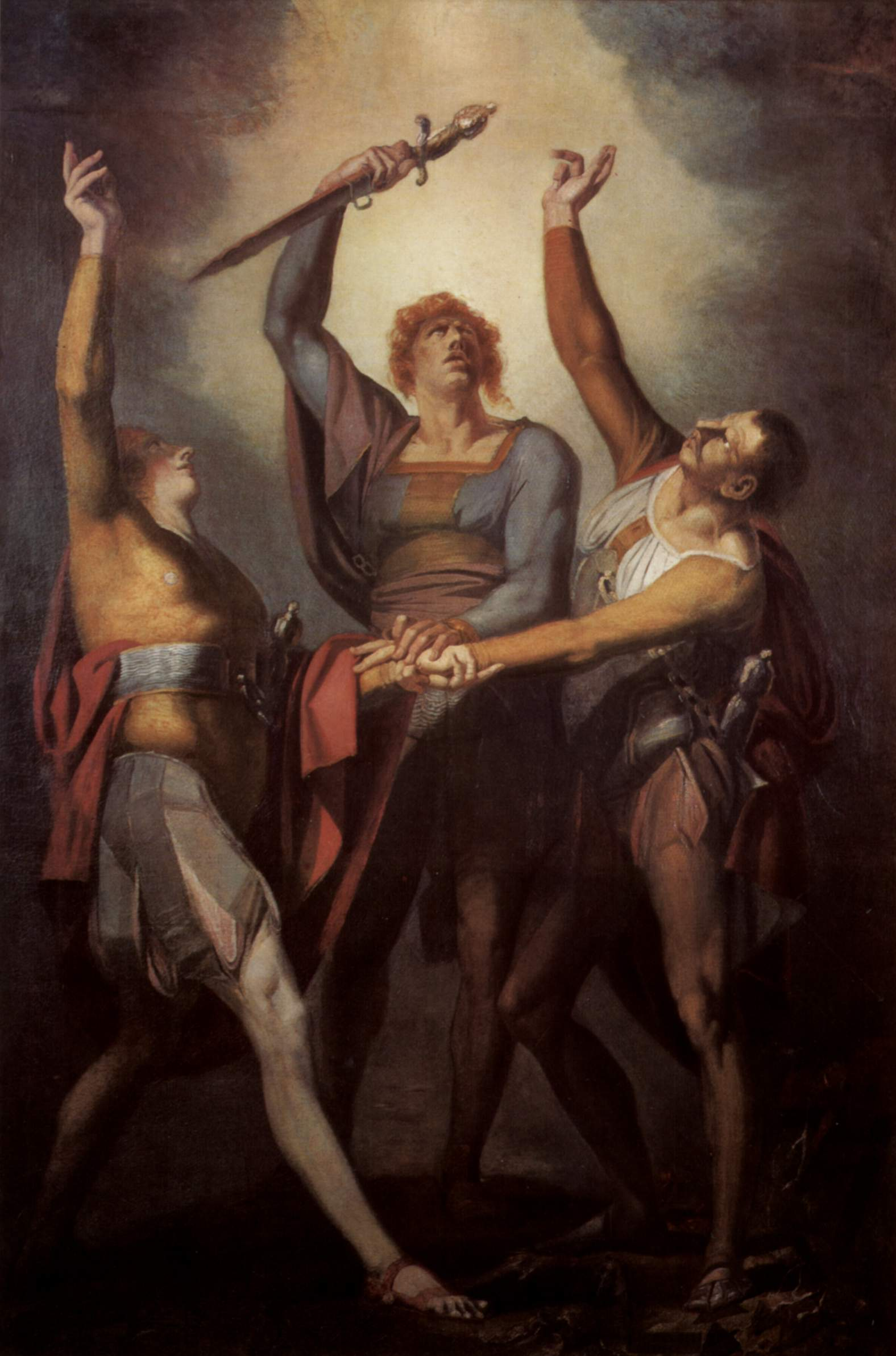
Повірені трьох лісових кантонів складають присягу на Рютлі, Йоганн Генріх Фюсслі, 1780

Клятва на Рю́тлі (нім. Rütlischwur) — швейцарський національний міф про заснування Старої конфедерації. Він розповідає про те, як представники трьох пракантонів зібралися на віддаленій галявині Рютлі на березі Фірвальдштеттського озера та дали клятву про взаємодопомогу та підтримку.
Перша письмова згадка про легенду міститься в Білій книзі Зарнена Ганса Шрібера приблизно від 1470 року. Посилаючись на неї в XVI столітті історик Егідій Чуді вказував, що клятву на галявині Рютлі було принесено 8 листопада 1307 року. Там зібралися вільні мешканці з Урі, Швіцу та Унтервальдену, яких відповідно представляли легендарні швейцарські батьки-засновники Вальтер Фюрст, Вернер Штауффахер й Арнольд фон Мельхталь, що уклали присяжний союз. Чуді пов'язував цю клятву з оповідями про Вільгельма Телля.
1891 року клятву на Рютлі офіційно почали асоціювати із Федеративною хартією про вічний союз 1291 року — стало вважатися, що присягу було складено 1 серпня 1291 року, відтак 1 серпня було оголошено Національним святом Швейцарії.